# NGC 7726
NGC 7726 ist eine Balken-Spiralgalaxie vom Hubble-Typ SB im Sternbild Pegasus am Nordsternhimmel. Sie ist schätzungsweise 348 Millionen Lichtjahre von der Milchstraße entfernt und hat einen Durchmesser von etwa 150.000 Lichtjahren.

Im selben Himmelsareal befinden sich u. a. die Galaxien NGC 7720, NGC 7728, IC 5341, IC 5342.
Das Objekt wurde am 8. August 1886 von Lewis Swift entdeckt.